# Mariann Gajhede
Mariann Gajhede Knudsen (født 16. november 1984) er en tidligere professionel fodboldspiller fra Danmark. Hun spillede central midtbane for Linköpings FC i Sveriges Damallsvenskan, samt tidligere for Fortuna Hjørring og B52 i Danmark.
Hun spillede 103 landskampe for Danmark, inden hun stoppede på landsholdet i november 2014.